# Шерни
Шѐрни (на италиански: Scerni, на местен диалект Scirnë, Ширнъ) е малко градче и община в Южна Италия, провинция Киети, регион Абруцо. Разположен е на 281 m надморска височина. Населението на общината е 3458 души (към 2010 г.).